# TVP Kultura
TVP Kultura là kênh truyền hình Ba Lan đầu tiên được phát sóng bởi TVP. Kênh được thành lập vào ngày 24 tháng 4 năm 2005 với mục đích phát sóng các chương trình về nghệ thuật và văn hóa. Ngoài ra, mỗi ngày trong tuần, kênh còn phát sóng phim, âm nhạc, v.v. Kênh được phát sóng từ trụ sở TVP ở Warsaw và có sẵn trên các mạng cáp và trên các nền tảng kỹ thuật số ở Ba Lan.

## Phân bố phát sóng
Việc phát sóng qua Astra 19,2°E bắt đầu vào năm 2005, nhưng đã bị ngừng hoạt động vào ngày 31 tháng 12 năm 2014 vì lý do kinh tế.